# 458
| 458                |
| ------------------ |
| Dødsfald - Fødsler |
|                    |

| Gregoriansk kalender | 458 CDLVIII             |
| Ab urbe condita      | 1211                    |
| Armensk kalender     | I/T                     |
| Kinesiske kalender   | 3154 – 3155 丁酉 – 戊戌 |
| Etiopisk kalender    | 450 – 451               |
| Jødisk kalender      | 4218 – 4219             |
| Hindukalendere       |                         |
| - Vikram Samvat      | 513 – 514               |
| - Shaka Samvat       | 380 – 381               |
| - Kali Yuga          | 3559 – 3560             |
| Iransk kalender      | 164 BP – 163 BP         |
| Islamisk kalender    | 169 BH – 168 BH         |

Se også 458 (tal)